# Host (유닉스)
host는 도메인 네임 시스템 룩업을 수행하기 위한 단순 유틸리티이다.

## 기원
인터넷 시스템스 컨소시엄(ISC)에서 개발되었으며 모질라 공용 허가서로 배포된다.

## 예시
```
$ host example.com
example.com has address 93.184.216.34
example.com has IPv6 address 2606:2800:220:1:248:1893:25c8:1946
example.com mail is handled by 0 .

```

## 같이 보기
- BIND
- Dig
- Nslookup
- 루트 네임 서버
- DNS 레코드 타입 목록